# Castillo de Montuenga
El castillo de Montuenga, también conocido como castillo de los Padilla es un fortaleza medieval ubicada en la localidad española de Montuenga de Soria, en la provincia de Soria, que se sitúa en la línea defensiva del Jalón. Se ubica en un lugar estratégico, vigilante del paso natural entre la meseta y la cuenca del Ebro.

## Historia
Montuenga se localiza en la provincia de Soria, a 105 km de la capital, su ayuntamiento está agrupado al de Arcos de Jalón. Montuenga, igual que otros enclaves sorianos donde se localizan castillos como Jubera, Somaén o Aguilar de Montuenga, constituye un paso natural entre Castilla y Aragón, y por tanto una importante plaza desde donde controlar el acceso a Aragón, contando para ello con una extensa red de atalayas. La zona fue objeto de disputas entre Pedro I y la casa de Trastámara, así como entre castellanos y aragoneses durante las guerras de la Raya. Estas atalayas se ubican en puntos de máximo dominio visual, aunque algunas están en zonas bajas y se destinan a la vigilancia de caminos y valles secundarios. 

## Descripción
El castillo se alza sobre un alto cerro, escarpado y alargado, desde el que domina la localidad de Montuenga de Soria. Quedan escasos restos de lo que fue la edificación, dos torres poligonales en los extremos unidas por lienzos. El castillo fue construido en mampostería con sillares en las esquinas y está perfectamente adaptado al cerro sobre el que se asienta.

## Castillos cercanos
- Castillo de Medinaceli
- Castillo de Arcos de Jalón
- Castillo de Somaén
- Castillo de la Raya
- Castillo de Monteagudo de las Vicarías